# Джонс, Сэм (третий)
Сэмюел Л. (Сэм) Джонс — тре́тий (англ. Samuel L. Jones III) — американский актёр, наиболее известный ролью Пита Росса в сериале «Тайны Смолвиля».

## Биография
Сэм Джонс III родился в Бостоне, штат Массачусетс, 29 апреля 1983 года. Джонс сыграл роль Пита Росса в сериале «Тайны Смолвиля». Затем покинул сериал, чтобы сыграть в фильме «Игра по чужим правилам». Он также сыграл небольшие роли в сериалах «Скорая помощь» и «C.S.I.: Место преступления».
Как сообщалось в СМИ в 2010 году, Сэм Джонс III был арестован за подозрение в участии в крупной наркосделке, в случае признания его вины ему грозил большой тюремный срок. Из-за предъявляемых актёру обвинений его персонаж был выведен из повествовательной линии комедийного сериала от телекомпании Spike TV, «Реальные парни». Представ перед федеральным судом США 18 мая 2011 года, но, получив в ходе судебного разбирательства некоторые снисхождения от судьи, 22 июня 2011 года Джонс был приговорен провести 366 дней в федеральной тюрьме. Окружной прокурор первоначально просил 5-летний срок тюремного заключения, однако через 10 месяцев Джонс вышел на свободу.

## Фильмография
- Тайны Смолвиля (2001—2004, 2008) — Пит Росс
- Зигзаг (2002) ZigZag — Луис Флетчер, Зигзаг
- Дом храбрых (2006) Home of the Brave — Билли Марш
- Игра по чужим правилам (2006) Glory Road — Уильям Уосли
- Реальные парни — Крэйг Шайло
- Кости, 3 сезон, 6 эпизод (2007)